# Odó d'Orleans
Eudes d'Orléans (v. 790- 834) fou comte d'Orleans, d'Autun i de Nevers. El Annales Fuldenses el situen el 810 com a missi imperial a Saxònia quan fou capturat per Wilzis. El 811 els Annals d'Einhard l'esmenten com a signatari d'un acord amb els normands. Vers el 825 hauria rebut el comtat d'Autun (i potser Nevers) a la mort de Teodoric (Thierry) III. El febrer del 828 en la dieta general de l'imperi, Matfrid d'Orleans (comte vers 821-828) fou privat dels seus honors i el comtat d'Orleans fou cedit a Odó cosí de Bernat de Septimània. Però el 830 al pujar al poder Lotari I, el va perdre i fou retornat a Matfred, però la contrarevolució que va retornar al poder a Lluís el Pietós, als pocs mesos li va fer recuperar-lo. Matfred fou perdonat i restituït en els seus honors però sembla que Odó va conservar el comtat d'Orleans. El 833 Lotari tornava al poder però l'1 de març de 834 Lluís era restaurat si bé Lotari encara disposava de molts seguidors entre els quals Matfred l'antic comte d'Orleans i Lambert marquès de Bretanya i comte de Nantes i els seus partidaris van devastar la Nèustria a la dreta del Loire. El comte Odó d'Orleans, del camp imperial, i altres senyors, van fer campanya entre el Loire i el Sena per fer front als atacs de Matfred i Lambert; els dos exèrcits es van trobar finalment i Odó fou derrotat i mort junt amb el seu germà el comte Guillem de Blois, el comte Guiu del Maine, i altres magnats.

## Genealogia
Podria ser fill del primer comte carolingi d'Orleans, Adrià (?-821), fill de Gerold I de Vintzgau i d'Emma d'Alamanya, que era cunyat de Carlemany (germà d'Hildegarda, esposa de l'emperador) i comte palatí del Rin. La seva mare seria Waldrada.
Es va casar amb Engeltruda de Fézensac filla del comte de París Leutard I i de Grimilda, i va tenir almenys dos fills:
- Ermentruda d'Orleans, (vers 830 - 869), esposa de Carles II el Calb.
- Guillem d'Orleans, (?- 866), comte d'Orleans (834-866) decapitat per traïció

Altres possibles fills són: 
- Engeltruda, casada amb Aubry, senyor de Sens.
- Gebhard de Lahngau († després del 879), pare d'Udo de Nèustria, de Berenger I de Nèustria i de l'abat Waldo.

### Parentius
|  |  |  |  |                 |                 |                 |                 |                 |                 | Gerold de Vintzgau | Gerold de Vintzgau | Gerold de Vintzgau | Gerold de Vintzgau | Gerold de Vintzgau | Gerold de Vintzgau |            |            | Emma | Emma | Emma            | Emma            | Emma            | Emma            |                 |                 |               |               |               |               |          |          | NN                   | NN                   | NN                   | NN                   | NN                   | NN                   |           |           |           |           |         |         |                             |                             |                             |                             |                             |                             |          |          |          |          |  |  |
|  |  |  |  |                 |                 |                 |                 |                 |                 | Gerold de Vintzgau | Gerold de Vintzgau | Gerold de Vintzgau | Gerold de Vintzgau | Gerold de Vintzgau | Gerold de Vintzgau |            |            | Emma | Emma | Emma            | Emma            | Emma            | Emma            |                 |                 |               |               |               |               |          |          | NN                   | NN                   | NN                   | NN                   | NN                   | NN                   |           |           |           |           |         |         |                             |                             |                             |                             |                             |                             |          |          |          |          |  |  |
|  |  |  |  |                 |                 |                 |                 |                 |                 |                    |                    |                    |                    |                    |                    |            |            |      |      |                 |                 |                 |                 |                 |                 |               |               |               |               |          |          |                      |                      |                      |                      |                      |                      |           |           |           |           |         |         |                             |                             |                             |                             |                             |                             |          |          |          |          |  |  |
|  |  |  |  |                 |                 |                 |                 |                 |                 |                    |                    |                    |                    |                    |                    |            |            |      |      |                 |                 |                 |                 |                 |                 |               |               |               |               |          |          |                      |                      |                      |                      |                      |                      |           |           |           |           |         |         |                             |                             |                             |                             |                             |                             |          |          |          |          |  |  |
|  |  |  |  | Carlemany (emp) | Carlemany (emp) | Carlemany (emp) | Carlemany (emp) | Carlemany (emp) | Carlemany (emp) |                    |                    | Hildegarda         | Hildegarda         | Hildegarda         | Hildegarda         | Hildegarda | Hildegarda |      |      | Adrià d'Orleans | Adrià d'Orleans | Adrià d'Orleans | Adrià d'Orleans | Adrià d'Orleans | Adrià d'Orleans |               |               | Waldrada      | Waldrada      | Waldrada | Waldrada | Waldrada             | Waldrada             |                      |                      | Guitburga            | Guitburga            | Guitburga | Guitburga | Guitburga | Guitburga |         |         | Guillem I de Tolosa el Sant | Guillem I de Tolosa el Sant | Guillem I de Tolosa el Sant | Guillem I de Tolosa el Sant | Guillem I de Tolosa el Sant | Guillem I de Tolosa el Sant |          |          |          |          |  |  |
|  |  |  |  | Carlemany (emp) | Carlemany (emp) | Carlemany (emp) | Carlemany (emp) | Carlemany (emp) | Carlemany (emp) |                    |                    | Hildegarda         | Hildegarda         | Hildegarda         | Hildegarda         | Hildegarda | Hildegarda |      |      | Adrià d'Orleans | Adrià d'Orleans | Adrià d'Orleans | Adrià d'Orleans | Adrià d'Orleans | Adrià d'Orleans |               |               | Waldrada      | Waldrada      | Waldrada | Waldrada | Waldrada             | Waldrada             |                      |                      | Guitburga            | Guitburga            | Guitburga | Guitburga | Guitburga | Guitburga |         |         | Guillem I de Tolosa el Sant | Guillem I de Tolosa el Sant | Guillem I de Tolosa el Sant | Guillem I de Tolosa el Sant | Guillem I de Tolosa el Sant | Guillem I de Tolosa el Sant |          |          |          |          |  |  |
|  |  |  |  |                 |                 |                 |                 |                 |                 |                    |                    |                    |                    |                    |                    |            |            |      |      |                 |                 |                 |                 |                 |                 |               |               |               |               |          |          |                      |                      |                      |                      |                      |                      |           |           |           |           |         |         |                             |                             |                             |                             |                             |                             |          |          |          |          |  |  |
|  |  |  |  |                 |                 |                 |                 |                 |                 |                    |                    |                    |                    |                    |                    |            |            |      |      |                 |                 |                 |                 |                 |                 |               |               |               |               |          |          |                      |                      |                      |                      |                      |                      |           |           |           |           |         |         |                             |                             |                             |                             |                             |                             |          |          |          |          |  |  |
|  |  |  |  |                 |                 |                 |                 |                 |                 |                    |                    |                    |                    |                    |                    |            |            |      |      |                 |                 |                 |                 | Odó d'Orleans   | Odó d'Orleans   | Odó d'Orleans | Odó d'Orleans | Odó d'Orleans | Odó d'Orleans |          |          | Bernat de Septimània | Bernat de Septimània | Bernat de Septimània | Bernat de Septimània | Bernat de Septimània | Bernat de Septimània |           |           | Gaucelm   | Gaucelm   | Gaucelm | Gaucelm | Gaucelm                     | Gaucelm                     |                             |                             | Heribert                    | Heribert                    | Heribert | Heribert | Heribert | Heribert |  |  |